# Aire urbaine de Vaison-la-Romaine
L'aire urbaine de Vaison-la-Romaine est une aire urbaine française centrée sur l'unité urbaine de Vaison-la-Romaine dans le Vaucluse. Composée de quatre communes, elle comptait 7 945 habitants en 2013.

## Composition
| Nom                        | Code Insee | Statut | Superficie (km2) | Population (dernière pop. légale) | Densité (hab./km2) |
| -------------------------- | ---------- | ------ | ---------------- | --------------------------------- | ------------------ |
| Roaix                      | 84098      |        | 5,83             | 622 (2022)                        | 107                |
| Saint-Marcellin-lès-Vaison | 84111      |        | 3,56             | 335 (2022)                        | 94                 |
| Saint-Romain-en-Viennois   | 84116      |        | 9                | 860 (2022)                        | 96                 |
| Vaison-la-Romaine          | 84137      |        | 26,99            | 5 920 (2022)                      | 219                |